# جنگ دوم تاراین
جنگ دوم تاراین در ۱۱۹۲ میلادی توسط غوریان علیه چاهامناها و متحدینشان در نزدیکی منطقه تاراین (تراوری امروزی در ایالت هاریانا، هندوستان) آغاز شد. شاه سلسله غوریان معزالدین محمد غوری، شاه چاهامناها پریتویراج چوهان را مغلوب نمود تا شکست نبرد اول تاراین را تلافی کند.

## پس زمینه
نیروهای پریتویراج چوهان، نیروهای غوریان را در جنگ اول تاراین در ۱۱۹۱ میلادی مغلوب نموده بود. شاه غوریان، معزالدین که در جریان نبرد به شدت مجروح شده بود به غزنی بازگشت و برای انتقام گرفتن شکست خود آماده‌گی گرفت.
تاریخ نگاران معمولاً تاریخ جنگ دوم تاراین را سال ۱۱۹۲ میلادی می‌گویند، هرچند این احتمال نیز وجود دارد، که این جنگ در اواخر ۱۱۹۱ میلادی اتفاق افتاده باشد.

## اندازه نیروها
بر بنیاد یادداشت نویسنده قرن شانزدهم-هفدهم میلادی، محمد قاسم فرشته، در این جنگ «ارتش چوهان مشتمل بر ۳٬۰۰۰ فیل، ۳۰۰٬۰۰۰ سواره نظام و پیاده‌نظام بود»، هرچند این آمار از نظر تاریخ‌نگاران مدرن اغراق‌آمیز پنداشته می‌شود. بر اساس ساتیش چندرا، این ارقام به این دلیل اغراق‌آمیز بیان شده‌است تا «چالشی که معزالدین به آن روبرو بود و میزان پیروزی وی بزرگ نمایی» شود. کاشیک رای نیز بیان می‌کند که وقایع‌نویس‌های مسلمان همواره قدرت ارتش هندو را به‌طور اغراق‌آمیز بلند می-نویسند تا شاهان مسلمان را تمجید کنند و رقم ۳۰۰٬۰۰۰ از لحاظ نظری احتمالاً می‌توانست کل نیروهای باشد که شاهی راجبوت در آن زمان بسیج کند.
براساس منابع هندی چون همیر ماهاکاویا و پریتویراج راسو، ارتش چاهامانا همزمان در چندین جبهه درگیر شده و تنها بخشی از ارتشش را در میدان نبرد در اختیار داشت. سایر قوای او در حال نزدیکی به پریتویراج بودند، اما سرنوشت تقریباً به نفع معزالدین رقم خورد.
طبق منهاج الدین سراج، معزالدین ۱۲۰٬۰۰۰ مرد کاملاً زره‌پوش با خود به نبرد آورد و خود وی یک نیروی سواره نظام نخبه ۴۰٬۰۰۰ نفری را فرمان‌دهی می‌کرد. طبق تاریخ‌نگار کوشیک رای، هرچند قدرت واقعی ارتش‌ها مشخص نیست، اما می‌توان تخمین نمود که ارتش پریتویراج از نظر ارقام بیشتر باشد.

## نبرد
نبرد در همان میدانی به‌وقوع پیوست که جنگ اولی در آن رخ داده بود. با درک این مسئله که نیروهای چاهامنا دارای نظم خوب بودند، غوری‌ها نخواستند تا وارد یک جنگ مستقیم و روبرو با آن‌ها شوند. غوریان در عوض، ارتش خود را به پنج دسته تقسیم نموده و چهار دسته آن‌ها برای حمله به جوانب و عقب دشمن فرستاده شدند.
طبق منهاج، معزالدین یک گروه سواره نظام کمان‌دار ۱۰٬۰۰۰ نفری را فرمان‌دهی می‌کرد و سایر ارتش خود را به چهار دسته تقسیم نموده بود، تا از چهار جانب به نیروهای چاهامنا حمله کنند. وی به سربازان خود دستور داد، که زمانی که نیروهای دشمن برای حمله پیشروی می‌کنند، نباید با آن‌ها جنگ کنند، بلکه در عوض عقب‌نشینی نمایند تا فیل‌ها، اسب‌ها و پیاده‌نظام چاهامانا خسته شوند.
معزالدین به این امید که خطوط دشمن را بشکند، به دسته پنجم ارتش خود دستور عقب‌نشینی داد. نیروهای چاهامنا طبق انتظار غوریان دستهٔ در حال فرار غوری را تعقیب کردند. غوریان سپس یک قطعه تازه دم ۱۲٬۰۰۰ نفری سواره نظام را فرستاد و آن‌ها موفق شدند، پیشروی دشمن را عقب بزنند. ارتش باقی‌مانده غوری پس از آن به حمله آغاز کردند و نیروهای چاهامنا وحشت‌زده شده و فرار کردند. طبق منهاج، استراتیژی معزالدین «بی‌دین‌ها را خسته و فرسوده نمود» و در نتیجه «اسلام پیروز شد».

## پیامد جنگ
منهاج می‌گوید که پریتویراج («رای پیتورا») از فیل خود پیاده شد و با یک اسب از میدان نبرد فرار کرد. هرچند، وی در منطقه نزدیک به محل جنگ دست‌گیر شد و بعدتر «به جهنم فرستاده شد». بیشتر منابع قرون وسطایی می‌گویند که پریتویراج به پایتخت چاهامنا، اجمیر، برده شد و محمد پلان داشت تا وی را به عنوان دست‌نشانده غوریان در آن‌جا ابقا نماید. پریتویراج چندی بعد علیه محمد شورش کرد و بعداً به جرم «خیانت» کشته شد.
نیروهای غوری تمامی قلم‌رو «سیاولیخ» (یا سوالاخ، به ساپادالکشا نیز معروف است) را تحت فرمان خود درآوردند. غوریان پس از آن پسر پریتویراج به‌نام گوینداراجا چهارم را به عنوان دست‌نشانده خود بر تخت اجمیر نشاندند. برادر کوچک‌تر پریتویراج به‌نام هری‌راج تخت را از گوینداراجا گرفت و قسمتی از قلم‌رو اجدادی خود را پس گرفت، اما چندی بعد وی نیز توسط جنرال غوری به‌نام قطب‌الدین ایبک شکست داده شد. غوریان متعاقب آن یک شاه قدرت‌مند دیگر– جایاچاندرا از دودمان گاهاداوالا – را در جنگ چنداوار شکست دادند و قسمت‌های شمالی هند را تا بنگال فتح کردند.

## کتابشناسی
- Cynthia Talbot (2015). The Last Hindu Emperor: Prithviraj Cauhan and the Indian Past, 1200–2000. Cambridge University Press. ISBN 978-1-107-11856-0.
- Dasharatha Sharma (1959). Early Chauhān Dynasties. S. Chand / Motilal Banarsidass. ISBN 978-0-8426-0618-9.
- Kaushik Roy (2004). India's Historic Battles: From Alexander the Great to Kargil. Orient Longman.
- Kaushik Roy (2014). Military Transition in Early Modern Asia, 1400-1750: Cavalry, Guns, Government and Ships. Bloomsbury. ISBN 978-1-78093-800-4.
- Satish Chandra (2006). Medieval India: From Sultanat to the Mughals-Delhi Sultanat (1206-1526). Har-Anand. ISBN 978-81-241-1064-5.
- Spencer C. Tucker (2009). A Global Chronology of Conflict: From the Ancient World to the Modern Middle East. ABC-CLIO. ISBN 978-1-85109-672-5.